# Aliança Liberal (Dinamarca)
A Aliança Liberal - em dinamarquês Liberal Alliance - é um partido liberal da Dinamarca.
Fundado em  2008, a Aliança Liberal tinha quatro grandes objetivos: Impostos mais baixos, maior liberdade individual, maior crescimento económico e menos setor público.
O presidente do partido é Anders Samuelsen.

## Resultados eleitorais

### Eleições legislativas
| Data | CI.  | Votos   | %           | +/- | Deputados | +/- | Status   |
| ---- | ---- | ------- | ----------- | --- | --------- | --- | -------- |
| 2007 | 7.º  | 97 295  | 2,8 / 100,0 |     | 5 / 179   |     | Oposição |
| 2011 | 7.º  | 176 585 | 5,0 / 100,0 | 2,2 | 9 / 179   | 4   | Oposição |
| 2015 | 5.º  | 265 129 | 7,5 / 100,0 | 2,5 | 13 / 179  | 4   | Governo  |
| 2019 | 10.º | 82 270  | 2,3 / 100,0 | 5,2 | 4 / 179   | 9   | Oposição |
| 2022 | 6.º  | 278 656 | 7,9 / 100,0 | 5,6 | 14 / 179  | 10  | Oposição |

### Eleições europeias
| Data | CI.  | Votos   | %           |     | Deputados | +/-     |
| ---- | ---- | ------- | ----------- | --- | --------- | ------- |
| 2009 | 9.º  | 13 796  | 0,6 / 100,0 |     | 0 / 13    |         |
| 2014 | 8.º  | 65 480  | 2,9 / 100,0 | 2,3 | 0 / 13    | Estável |
| 2019 | 10.º | 60 693  | 2,2 / 100,0 | 0,7 | 0 / 13    | Estável |
| 2024 | 8.º  | 170 179 | 7,0 / 100,0 | 4,8 | 1 / 15    | 1       |